# Styracosceles serratus
Styracosceles serratus är en insektsart som först beskrevs av Rehn, J.A.G. 1905.  Styracosceles serratus ingår i släktet Styracosceles och familjen grottvårtbitare. Inga underarter finns listade i Catalogue of Life.